# La Via (Torallola)
La Via és una partida rural constituïda per camps de conreu de secà del terme municipal de Conca de Dalt, a l'antic terme de Toralla i Serradell, al Pallars Jussà, en territori del poble de Torallola.
Està situada al sud-est de Torallola, a migdia de les Bancalades, al nord-est de lo Comellar i al nord-oest de la Rourera, a ponent de les Saülls. Està delimitada a migdia per la Pista de la Plana i a ponent per la Pista de Torallola.